# Halve marathon van Ras al-Khaimah
De halve marathon van Ras Al-khaimah (RAK Halve Marathon) is een hardloopwedstrijd over een afstand van een halve marathon (21,1 km), die jaarlijks in de stad Ras al-Khaimah (behorende bij de Verenigde Arabische Emiraten) wordt gelopen. 
In de eerste editie in 2007 brak Samuel Wanjiru het wereldrecord op de halve marathon. Op 20 februari 2009 won Patrick Makau in 58.52 en was daarmee de tweede snelste atleet tot dan op die afstand. Deriba Merga werd derde in 59.18. Tussentijds werd op het 15 km-punt zijn tijd eveneens officieel vastgesteld. De geklokte 49.29 bleek precies gelijk aan het wereldrecord dat Felix Limo in 2001 vestigde.
Mary Keitany was in 2011 de eerste vrouw met een tijd onder de 68 minuten.
De 2013 editie was de eerste halvemarathonwedstrijd ooit waarbij drie atleten onder de 59 minuten finishten. Drie vrouwen liepen toen in de snelste top 5 aller tijden: Lucy Wangui, Priscah Jeptoo en Rita Jeptoo. 
In 2017 verbrak de Keniaanse Peres Chepchirchir het wereldrecord voor de vrouwen tijdens deze halve marathon in een tijd van 1:05.06. Ze verbeterde het oude wereldrecord van Florence Kiplagat met drie seconden, gelopen tijdens de halve marathon van Barcelona in 2014. 
In 2018 wist de Keniaanse Fancy Chemutai het parcoursrecord verder te verbeteren en bleef met haar tijd van 1:04.52 slechts twee seconden boven het wereldrecord van Joyciline Jepkosgei, die in deze race slechts vijfde werd. Chemutai liep daarmee de bonus van 100.000 Amerikaanse dollar mis.
Het totale prijzengeld in 2017 bedroeg 194.000 Amerikaanse dollar, waarvan 13.600 voor de winnaars en 100.000 bonus voor een eventueel wereldrecord.

## Parcoursrecords
- Mannen: 58.42 - Bedan Karoki  Kenia (2018)
- Vrouwen: 1:04.31 - Ababel Brihane  Ethiopië (2020) (Wereldrecord)

## Top 10 finishtijden
Met een gemiddelde tijd van 58.35,5 over de snelste tien finishtijden ooit gelopen bij deze wedstrijd, is Ras al-Khaimah de snelste halve marathon in de wereld.
| Rang | Naam                     | Land | Tijd  | Jaar | Plek |
| ---- | ------------------------ | ---- | ----- | ---- | ---- |
| 1    | Jacob Kiplimo            | UGA  | 57.56 | 2022 | 1    |
| 2    | Rodgers Kwemoi           | KEN  | 58.30 | 2022 | 2    |
| 3    | Kenneth Kiprop Renju     | KEN  | 58.35 | 2022 | 3    |
| 4    | Seifu Tura Abdiwak       | ETH  | 58.36 | 2022 | 4    |
| 5    | Amdework Waleleng Tadese | ETH  | 58.40 | 2022 | 5    |
| 6    | Bedan Karoki             | KEN  | 58.42 | 2018 | 1    |
| 7    | Stephen Kiprop           | KEN  | 58.42 | 2019 | 1    |
| 8    | Abadi Haddis             | ETH  | 58.44 | 2019 | 2    |
| 9    | Daniel Kibet Mateiko     | KEN  | 58.45 | 2022 | 6    |
| 10   | Bernhard Koech           | KEN  | 58.45 | 2023 | 1    |
| 10   | Daniel Mateiko           | KEN  | 58.45 | 2024 | 1    |

(bijgewerkt t/m 2024)

## Overwinningen
| Datum            | Winnaar              | Nationaliteit | Tijd       | Winnares                  | Nationaliteit | Tijd         |
| ---------------- | -------------------- | ------------- | ---------- | ------------------------- | ------------- | ------------ |
| 20 februari 2007 | Samuel Wanjiru       | KEN           | 58.53 (WR) | Berhane Adere             | ETH           | 1:10.58      |
| 8 februari 2008  | Patrick Makau        | KEN           | 59.35      | Salina Kosgei             | KEN           | 1:12.29      |
| 20 februari 2009 | Patrick Makau        | KEN           | 58.52      | Dire Tune                 | ETH           | 1:07.18      |
| 19 februari 2010 | Geoffrey Mutai       | KEN           | 59.43      | Elvan Abeylegesse         | TUR           | 1:07.07      |
| 18 februari 2011 | Deriba Merga         | ETH           | 59.25      | Mary Keitany              | KEN           | 1:05.50 (WR) |
| 17 februari 2012 | Dennis Kimetto       | KEN           | 1:00.40    | Mary Keitany              | KEN           | 1:06.49      |
| 15 februari 2013 | Geoffrey Kamworor    | KEN           | 58.54      | Lucy Wangui               | KEN           | 1:06.09      |
| 14 februari 2014 | Lelisa Desisa        | ETH           | 59.36      | Priscah Jeptoo            | KEN           | 1:07.02      |
| 13 februari 2015 | Mosinet Geremew      | ETH           | 1:00.05    | Mary Keitany              | KEN           | 1:06.02      |
| 12 februari 2016 | Birhanu Legese       | ETH           | 1:00.40    | Cynthia Limo              | KEN           | 1:06.04      |
| 10 februari 2017 | Bedan Karoki         | KEN           | 59.10      | Peres Chepchirchir        | KEN           | 1:05.06 (WR) |
| 9 februari 2018  | Bedan Karoki         | KEN           | 58.42      | Fancy Chemutai            | KEN           | 1:04.52      |
| 8 februari 2019  | Stephen Kiprop       | KEN           | 58.42      | Senbere Teferi            | ETH           | 1:05.45      |
| 21 februari 2020 | Kibiwott Kandie      | KEN           | 58.58      | Ababel Yeshaneh           | ETH           | 1:04.31 (WR) |
| 19 februari 2022 | Jacob Kiplimo        | UGA           | 57.56      | Girmawit Gebrzihair Gebru | ETH           | 1:04.14      |
| 18 februari 2023 | Bernhard Kibet Koech | KEN           | 58.45      | Hellen Obiri              | KEN           | 1:05.05      |
| 24 februari 2024 | Daniel Mateiko       | KEN           | 58.45      | Tsigie Gebreselama        | ETH           | 1:05.14      |